# 克羅格
克羅格公司（The Kroger Company），是美國的一家零售企業，由Bernard Kroger在1883年創建於俄亥俄州辛辛那提。按收入來看，這家公司是美國最大的超市連鎖企業，並且是美國第23大企業。克羅格公司也是世界第三大零售商和美國第三大僱傭主。

## 外部連結
- Corporate website （页面存档备份，存于）
- Website for Kroger-branded stores （页面存档备份，存于）